# TVアステカ
テレビシオン・アステカ (Televisión Azteca S.A.B. de C.V.) 、またはTVアステカ(TV Azteca)、は、グルーポ・サリナスが所有するメキシコのマルチメディアコングロマリット。 テレビサに次いでメキシコで2番目に大きいマスメディア企業。 主にテレビサとイマヘン・テレビシオン、および一部のローカルオペレーターと競合している。 アステカ・ウノとアステカ・シエテという2つの全国テレビネットワークを所有し、他の2つの全国配信サービスア・デ・エネ・クラレンタとア・マスを運営している。 これら3つのネットワークはすべて、ほとんどの大都市と小都市に送信機を備えている。

## チャンネル
- アステカ・ウノ
- アステカ・シエテ
- ア・デ・エネ・クラレンタ
- ア・マス